# 南志标
南志标（1951年10月5日—），河北曲阳人，中国草业科学专家。

## 生平
1989年毕业于新西兰梅西大学，获博士学位。2009年当选为中国工程院院士。